# Molossus aztecus
Molossus aztecus és una espècie de ratpenat de la família dels molòssids. Viu a altituds de fins a 1.300 msnm al Brasil, Guatemala, Hondures, Mèxic (Jalisco i illa de Cozumel), Nicaragua i Veneçuela. El seu hàbitat natural són els boscos de diferents tipus. Es tracta d'un animal insectívor. És una espècie en risc mínim, és a dir, no sembla que hi hagi cap amenaça significativa per a la seva supervivència, encara que les poblacions mexicanes han patit una reducció del 45% del seu hàbitat. El seu nom específic, aztecus, significa ‘asteca’ en llatí.